# Lisa Lillien
Lisa Lillien (31 december 1965) is een Amerikaans mediadeskundige en eigenares van Hungry Girl. Voorheen werkte ze bij Nickelodeon en Warner Bros. Lillien heeft verscheidene cameo-optredens gedaan in televisieseries van haar echtgenoot Dan Schneider, eigenaar van Schneider's Bakery en producent van meer dan 10 televisieseries. Lillien was onder andere te zien in Drake & Josh en iCarly. Door de invloed van haar bedrijf Hungry Girl heeft ze ook verschillende optredens gedaan in talkshows en televisieprogramma's.

## Filmografie

### Acteerwerk
- Zoey 101 (4 afleveringen, 2005)
- Rachael Ray (6 afleveringen, 2009-2010)
- Good Morning America (1 aflevering, 2010)
- iCarly: iGo to Japan (film, 2008)
- BigTime (film, 2010)

### Productie
- iCarly (13 afleveringen, 2007-2008)
- Zoey 101 (32 afleveringen, 2005-2007)
- Drake & Josh (17 afleveringen, 2005-2007)
- Drake and Josh Go Hollywood (Televisiefilm, 2006)
- All That (3 afleveringen, 2005)